# 青い鳥 (2008年の映画)
『青い鳥』（あおいとり）は、2008年11月29日に公開された日本映画。第21回東京国際映画祭「日本映画・ある視点」出品作品。
2007年7月に刊行された重松清著の連作短篇集『青い鳥』の中から、その表題作（初出：『小説新潮』2006年12月号）を映画化したもの。

## ストーリー
一見平穏な新学期を迎えた東ヶ丘中学校。しかし、その内面は前の学期に起こった、いじめ自殺未遂事件に大きく揺れていた。
新学期初日、当該学級である2年1組に、極度の吃音症である村内（阿部寛）が臨時教師として赴任してくる。彼が初めて生徒達に命じた事は、事件を起こし既に転校している生徒・野口哲也（山崎和也）の机を教室に戻す事だった。毎日「野口君、おはよう」と無人のその机に向かい声をかける村内の行為に、生徒・教師・保護者の間には波紋が広がるが村内は止めようとしない。
そんなある日、野口へのいじめに加担したと苦しむ園部真一（本郷奏多）は、その思いを村内にぶつけるのだった。

## 登場人物
（）内は演者
教師
- 村内先生（阿部寛） - 新学期初日、臨時教師として着任してくる。極度の吃音症。
- 島崎先生（伊藤歩） - 村内に気をかける女性教師。
- 石野先生（井上肇） - 生活指導担当。
- 宮崎先生（重松収） - 校長。
- 小泉先生（岸博之） - 教頭。

2年1組
- 園部真一（本郷奏多） - 野口へのいじめに加担した事を悩み苦しんでいる。
- 井上武志（太賀） - 「井上派」のリーダー。
- 梅田光太郎（鈴木達也） - 「梅田派」のリーダー。
- 野口哲也（山崎和也） - 家がコンビニを経営する事から「コンビニ君」とあだ名され、いじめられていた。前学期に自殺未遂事件を起こし転校した。
- 高木沙枝 - 篠原愛実
- 早川由香 - 荒井萌
- 千葉麗佳 - 高田里穂
- 松本宏樹 - 河神将平
- 緒方健二 - 青木柊太
- 前川修吾 - 伊藤大翔
- 角田誠一郎 - 小泉拓哉
- 木村めぐみ - 三浦萌
- 宮田風花 -森桜子
- 星郁子 - 堀田実那
- 林麻子 - 仲原聖子
- 綿貫大志 - 田中大河
- 瀬能あや - 永易亜季子
- 駒田千代枝 - 小幡彩花
- 鎌田誠二 - 道辰洸太
- 西野由加里 - 宮崎悠里
- 長沼今日子 - 内田早香
- 永江雅人 - 吉田佑
- 金城佳代子 - 水嶋奈津希
- 結城翔 - 高橋和希
- 佐藤百合香 - 沼沢千遥
- 辻祐樹 - 丸藤雄也
- 小林匠 - 尾林優樹
- 前田夕子 - 水嶋瑞希
- 酒井明 - 大谷尚輝 (俳優)

生徒会
- 下川友安（石崎直） - 書記。2年3組の生徒。
- 小澤絵里（唐沢もえ） - 副会長。
- 広瀬達也（高木優希） - 生徒会長。

その他同級生
- 片山舞 (新木優子) - 園部真一の友達、青いBOX委員会のメンバー。

## スタッフ
- 監督：中西健二
- 脚本：長谷川康夫、飯田健三郎
- 製作会社：「青い鳥」製作委員会（バンダイビジュアル、日楽堂、デスティニー）
- 配給：日活、アニープラネット

## 主題歌
- まきちゃんぐ
  - オープニング・テーマ「鋼の心」
  - エンディング・テーマ「さなぎ〜「青い鳥」ヴァージョン」